# Hecamedoides glaucella
Hecamedoides glaucella är en tvåvingeart som först beskrevs av Christian Stenhammar 1844.  Hecamedoides glaucella ingår i släktet Hecamedoides och familjen vattenflugor. Inga underarter finns listade i Catalogue of Life.